# Internetbankieren

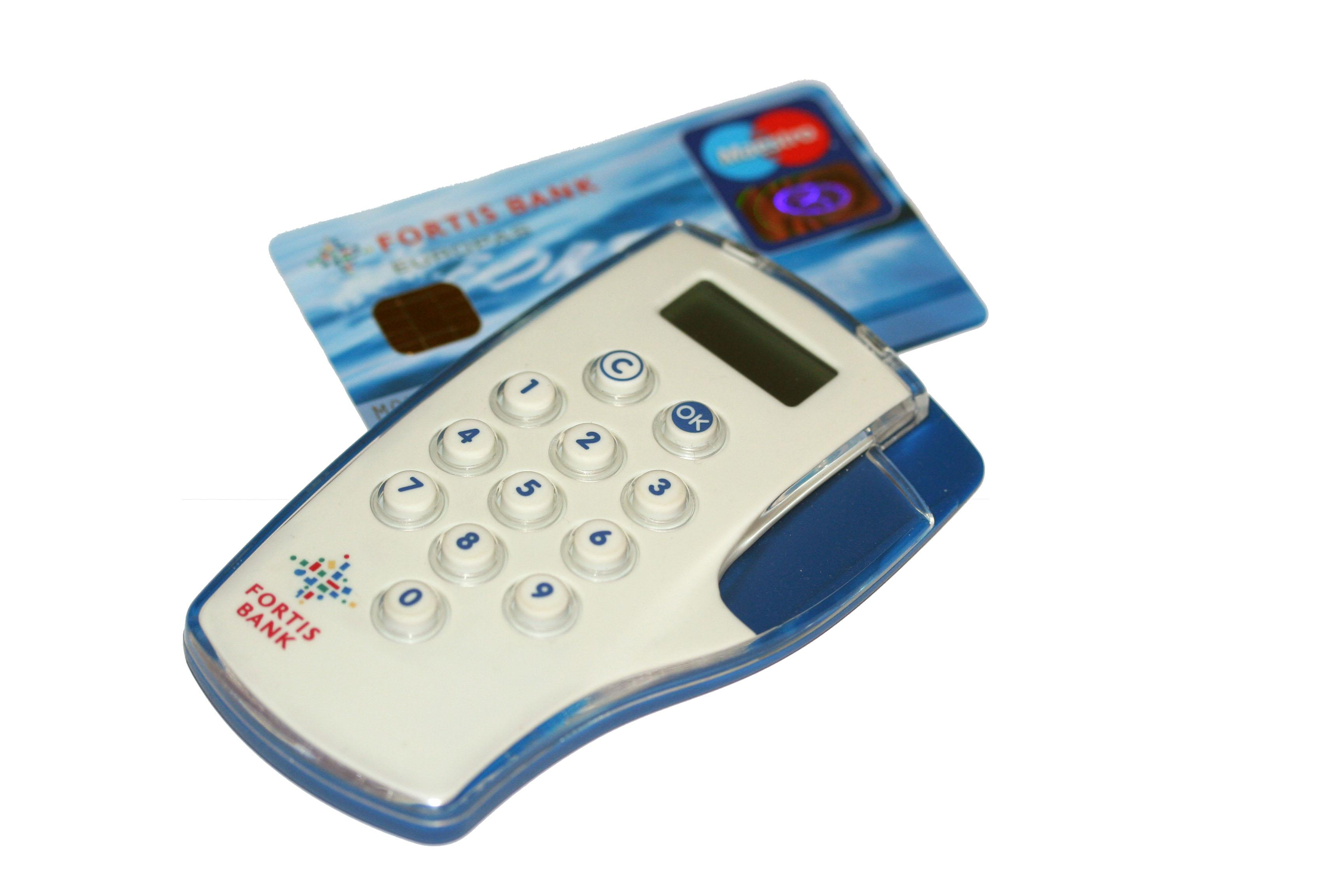
Internetbankieren en aanmelden met de Access Key.

Internetbankieren is het giraal betalen en sparen via internet en internetapplicaties. De communicatie tussen de klant en de bank gaat over het internet. Een klant kan een rekening bij een bank met de computer beheren en transacties met internet aan de bank opgeven. De klant heeft op de computer inzicht in de financiële overzichten die horen bij het rekeningnummer. Alle grote banken in Nederland en België bieden hun klanten een vorm van internetbankieren aan. Voordeel voor de bank is onder andere het niet zelf hoeven invoeren van de mutaties en de afname van het aantal afschriften dat moet worden verstuurd. Voordeel voor de klant is de mogelijkheid om 24 uur per dag de bankzaken te regelen of te bekijken. Dit betekent niet dat de transacties door de bank per direct worden gedaan. Daarvoor heeft men in Europa een nieuwe standaard in het leven geroepen, te weten Instant Payments.
Bij veel spaarrekeningen en spaardeposito's kan de klant het saldo inzien en storten en opnemen via internet. Als dit de enige mogelijkheid is, wordt vaak een hogere rente geboden. Verder kunnen effecten via een internetrekening worden aangehouden, gekocht en verkocht, waarbij lagere kosten in rekening worden gebracht. 
In het verleden hebben de banken geprobeerd een betalingssysteem voor bijvoorbeeld facturen en acceptgiro's in te voeren in Nederland: de FiNBOX. FiNBOX is in 2016/2017 ter ziele gegaan.
Eind 2005 is in Nederland een nieuwe, door ING Bank, ABN AMRO, Rabobank en Postbank ontwikkelde, betaalstandaard voor directe betalingen op het internet geïntroduceerd, iDEAL.

## Internetbanken
Een internetbank is een bank die geen fysieke filialen heeft maar waarbij bankzaken uitsluitend via het internet kunnen worden afgehandeld. Een dergelijke bank heeft vaak wel een fysiek kantoor waar medewerkers werken, maar dit is niet voor klanten beschikbaar voor bankzaken. Op een dergelijke manier kan een bank veel kosten van bankfilialen uitsparen. Soms is een internetbank een apart label van een 'fysieke' bank.

## Beveiliging
De toegang tot de eigen bankzaken via het internet verschilt per bank. Bij een spaarrekening waarbij geld alleen kan worden overgeboekt naar een eigen tegenrekening hoeft de beveiliging minder uitgebreid te zijn.

### Nederland

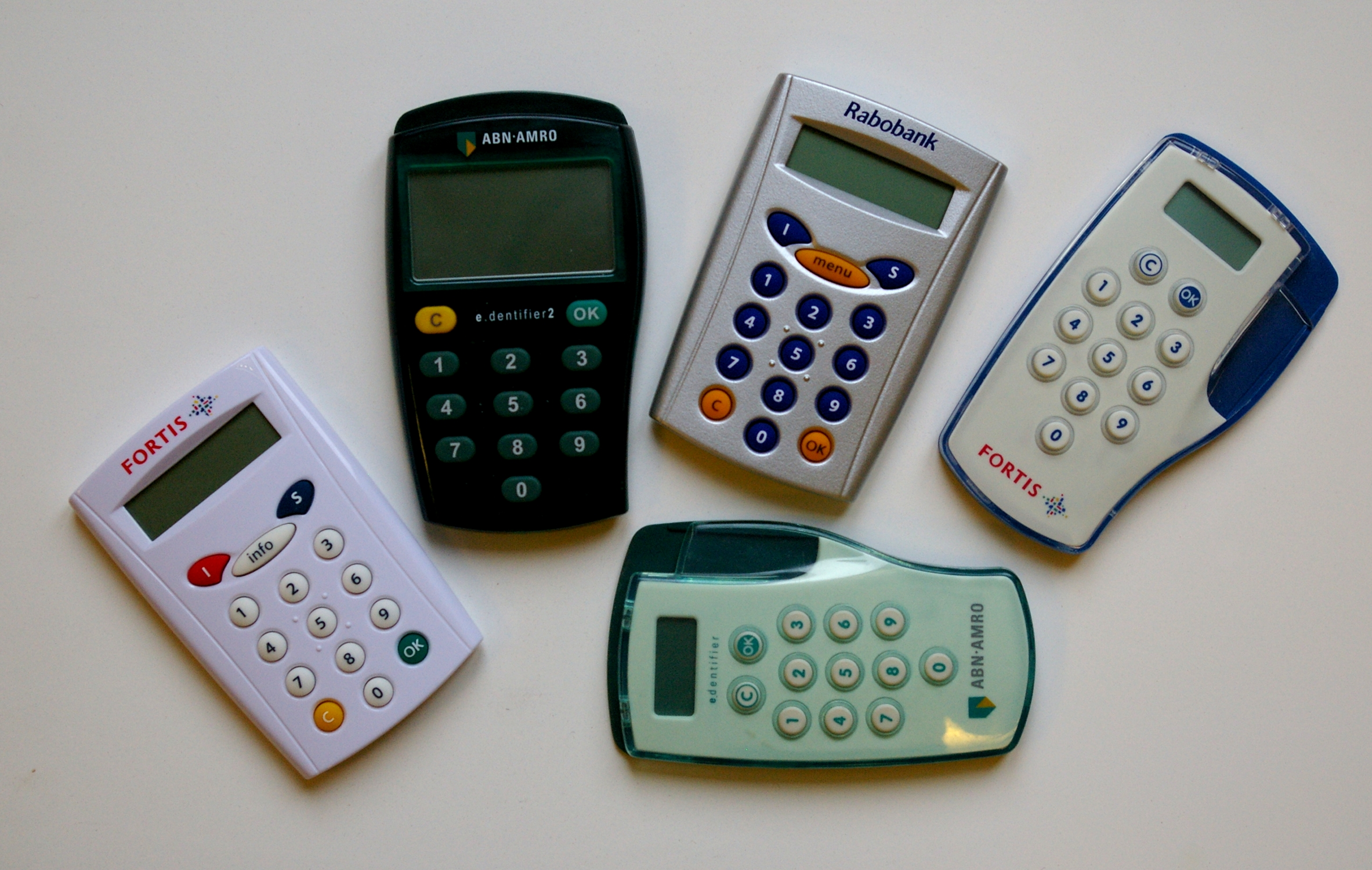
Kaartlezers voor internetbankieren van ABN AMRO, Fortis en Rabobank.

- De ABN AMRO gebruikt de e.dentifier-kaartlezer om veilig aan te melden.
- ING is een systeem voor bevestiging van in een browser gegeven opdrachten (waaronder inloggen) met een per sms verstuurde TAN-code in 2020 aan het vervangen door bevestiging met de ING Mobiel Bankieren App. De meeste handelingen kunnen ook helemaal met de app worden uitgevoerd. Wie de app niet kan of wil gebruiken krijgt voor de bevestiging een speciaal apparaatje, de ING scanner.
- De SNS Bank gebruikt een Digipass om veilig aan te melden.
- De Rabobank gebruikt een Rabo Scanner. Dit apparaat vervangt vanaf 2015 geleidelijk de Random Reader.
- De Triodos Bank gebruikt een Identifier om veilig aan te melden.

Aanvankelijk verliep het aanmelden met de kaartlezer door met de hand een code in te voeren. Steeds vaker gaat de aanmelding via een USB-aansluiting met de computer. Zowel de e.dentifier, de digipass als de random reader werken op dezelfde manier. Door sommige banken worden kosten in rekening gebracht voor vervanging van het apparaat (bijvoorbeeld als de batterijen leeg zijn). Deze kosten kunnen oplopen tot ruim 15 euro. Bij andere banken is deze vervanging gratis.

### België en Duitsland
Banken in België aanvaarden een brede waaier van manieren om in te loggen. Specifiek voor Belgische klanten ontwikkelden de vier grootbanken itsme.
- Kaartlezers worden gebruikt door KBC, Belfius, Argenta, AXA en VDK Spaarbank
- Digipass wordt gebruikt door Crelan, Beobank, Europabank en Rabobank
- Beide gecombineerd worden gebruikt door ING, BNP Paribas Fortis, Deutsche Bank, Record Bank en Fintro

## Thuisbankieren
De term "thuisbankieren" werd door de Postbank N.V. geïntroduceerd in de betekenis van bankzaken thuis regelen en vervolgens alleen nog naar de brievenbus hoeven lopen om portvrij opdrachten te verzenden, in plaats van naar een bankkantoor te moeten. Tegenwoordig heeft het meer de betekenis van internetbankieren. 